# Jerry Lampen
Jerry Lampen (ur. 1961 w Rotterdamie) – holenderski fotodziennikarz. 
Zaczynał w 1981 roku, pracując dla licznych gazet jako “wolny strzelec”. Fotografią zaczął się zajmować jeszcze w 1981 roku. Od 1991 roku związany jest z Reuters News Pictures, gdzie w 1996 objął stanowisko Chief Reuters Photographer of Netherlands. Fotografuje najważniejsze wydarzenia polityczne, sport, na swoim koncie ma również liczne wyjazdy w rejony konfliktów: Strefa Gazy, Irak, Pakistan. Laureat licznych wyróżnień i nagród: 
- 2001 – Photographer of the Year;
- 2004 – World Press Photo 1 award Single News;
- 2004 – Zilveren Camera Award.